# Proposizione interrogativa latina
La proposizione interrogativa latina può essere una frase indipendente (interrogative dirette) oppure subordinata (interrogative indirette). Entrambe possono essere di tipo disgiuntivo.

## La frase interrogativa diretta
Le interrogative dirette hanno il verbo al modo indicativo o al congiuntivo (congiuntivo indipendente) e sono introdotte da:
- pronomi interrogativi;
- aggettivi interrogativi o avverbi interrogativi;[1]
- particelle interrogative, precisamente il suffisso -ne per una domanda reale in cui la risposta può essere sia affermativa sia negativa, la particella nonne (= forse che non?) per una domanda retorica da cui ci si aspetta una risposta affermativa, la particella num (= forse che?) per una domanda retorica da cui ci si aspetta una risposta negativa.

### Esempi
- Ubinam gentium sumus? (Cicerone)

In che parte del mondo siamo?
- Quis nomen non dedit?

Chi non diede il proprio nome?
- Quomodo mortem filli tulit?

Come ha sopportato la morte del figlio?
- Esne tu Syracusanus? (Plauto)

Sei siracusano?
- Num tum ingemuisse Epaminondam putas, cum una cum sanguine vitam effluĕre sentiret? (Cicerone)

Pensi forse che Epaminonda abbia pianto, sentendo che la vita gli sfuggiva via insieme al sangue?
- Poëtae nonne post mortem nobilitari volunt? (Cicerone).

Non vogliono forse i poeti essere celebrati dopo la morte?

## La frase interrogativa indiretta
Le interrogative indirette sono frasi subordinate, la cui reggente contiene un verbo o un'espressione che esprime domanda richiesta e simili. Hanno il verbo al congiuntivo secondo le regole della consecutio temporum, rispettata completamente, e sono introdotte dagli stessi pronomi, aggettivi e particelle interrogative delle interrogative dirette.

### Esempi
- Videamus quid sit exilium. (Seneca)

Consideriamo che cosa sia l'esilio.
- Quod tuum consilium sit ignoro (Cicerone)

Non so quale sia il tuo parere.
- Nihil erat cur properato opus esset (Cicerone)

Non c'era nessun motivo per cui ci si dovesse affrettare.

Il secondo membro, se è espresso ellitticamente con "o no", si rende con necne.
Esempio.
Quaero, potueritne Roscius partem suam petĕre necne (Cicerone).
Chiedo se Roscio abbia potuto richiedere la sua parte o no.

## Le interrogative dirette e indirette disgiuntive (o doppie)
Sia le interrogative dirette sia quelle indirette possono essere disgiuntive, cioè esprimere due possibilità alternative. Queste in latino sono introdotte da due elementi secondo lo schema che segue:
| Primo elemento | Secondo elemento |
| utrum          | an (o, oppure)   |
| -ne            | an (o, oppure)   |
| [nulla]        | an (o, oppure)   |

Inoltre il secondo elemento si rende con an non quando è espresso ellitticamente con "o no".

### Esempi
- Utrum ego tibi patrimonium eripui an tu comedisti? (Cicerone)

Ho sottratto io a te il patrimonio o lo hai scialacquato tu?
- Utrum ea vestra an nostra culpa est? (Cicerone).

Quella è colpa vostra o nostra?
- Pater eius rediit an non? (Terenzio, Phorm., 147).

Suo padre è tornato o no?

## Interrogative dopo i verbi di dubbio
Sono pure interrogative indirette quelle proposizioni introdotte da verbi o da espressioni indicanti "dubbio, incertezza" (come: nescio, haud scio, dubito, dubium est, incertum est, etc.), dopo i quali si usano le seguenti particelle:
- an (= se non), quando, malgrado il dubbio, si propende al "sì" (es.:"Nescio an ignoscendum sit huic" [Cicerone] = Non so se non si debba perdonare a costui);
- - ne o num (= se) quando il dubbio o l'incertezza è assoluta (es.: "Dubito num idem tibi suadēre debeam [Plinio il Giovane] = non so se debba suggerire la stessa cosa a te);
- an non (= se) quando, malgrado il dubbio, si propende al "no" (es.: "Haud scio an nulla beatior possit esse" [Cicerone] = non so se se ne possa essere una più felice).[2]

## Risposta alle interrogazioni
Le risposte "sì" e "no" si esprimono in latino in due modi.
- Si ripete la parola su cui cade l'interrogazione, premettendo non se la risposta è negativa.

Esempi. Solusne profectus est pater? Solus.
Il padre è partito da solo? Da solo.
Est Ctesĭpho intus? Non est.
Ctesifone è in casa? No.
- Si ricorre per il "sì" italiano alle voci ita, ita est, ita vero est (così, così è, così veramente è); sane, sane quidem (= certamente), ecc; per il "no" a non ita (= non così), oppure, se la negazione è energica, a minime, minime vero (= assolutamente no, per nulla), haudquaquam, nequaquam (= niente affatto).